# Betsabea con la lettera di David
Betsabea con la lettera di David (in francese Bethsabée au bain tenant la lettre de David) è un dipinto a olio su tela (142x142 cm) realizzato nel 1654 dal pittore Rembrandt Harmenszoon Van Rijn: si trova al Museo del Louvre di Parigi.
L'opera è firmata e datata "REMBRANDT F. 1654".
Rembrandt raffigura Betsabea appena ricevuta la lettera in cui il re David le chiede di tradire il marito Uria: nello sguardo angosciato della donna si legge la scelta tormentata che dovrà fare, cioè se restare fedele al marito o ubbidire al re.

## Descrizione
La scena ritrae Betsabea che esce dal bagno, mentre una serva le asciuga i piedi. Il suo sguardo è pensieroso e indeciso, perché ella ha appena letto la lettera che tiene nella mano destra e che le è stata spedita dal re Davide. Quest'ultimo, avendola osservata mentre si faceva il bagno, l'ha invitata al suo palazzo. Betsabea è immersa in una luce dolce che sottolinea il suo isolamento e la sua riflessione su questo invito che lei finirà per accettare e che avrà delle conseguenze gravi.
Si ritiene che la concubina di Rembrandt, Hendrickje Stoffels, allora incinta (avrebbe partorito una bambina nell'ottobre del 1654), abbia posato per la figura di Betsabea. In passato si riteneva che lo stato del seno sinistro lasciasse credere che Hendrickje avesse un ascesso dovuto alla complicazione di una mastite causata dall'assenza di allattamento, che si sarebbe sviluppata di un aborto spontaneo o di un parto prematuro. Uno studio più recente, invece, ritiene che ciò sia causato da una tromboflebite della vena della mammella.

## Influenze

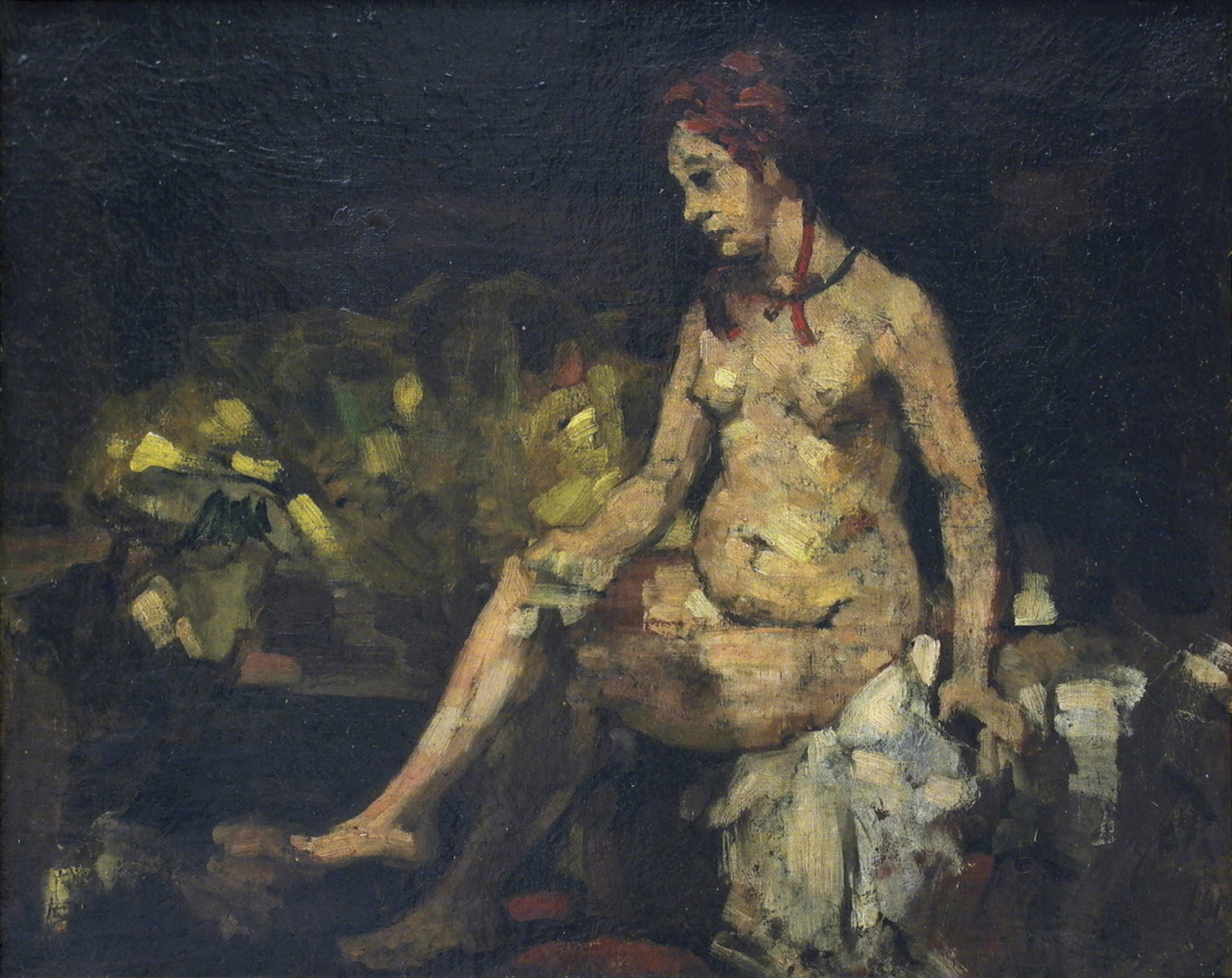
Una copia del quadro realizzata da Paul Cézanne nel 1870 circa.

Sono state notate delle citazioni o delle allusioni alla Betsabea con la lettera di David in alcune opere di artisti del diciannovesimo secolo e del ventesimo. Si pensa che possa aver ispirato La ninfa sorpresa (1859–1861), una delle prime figure di Édouard Manet che citano le opere dei maestri antichi. Un'opera a pastello di Edgar Degas che ritrae una donna che si fa pettinare i capelli (1885 circa) è stata comparata alla Betsabea per delle somiglianze nel comportamento della modella; il padre di Degas conosceva Louis La Caze, che fu il proprietario della Betsabea prima di lasciare l'opera in eredità al Louvre nel 1869.
Frédéric Bazille richiama la Betsabea nel suo dipinto La toeletta, dipinto per il Salone di Parigi del 1870. Simile nelle dimensioni e nel formato, l'opera di Bazille richiama in parte lo stato d'animo rembrantiano: secondo la critica Dianne Pitman, "non lo svolgersi di una narrazione specifica, ma l'interazione di effetto sessuale e solennità, fondendo l'intimità realistica e la lontananza dignitosa". L'opera venne copiata da Paul Cézanne nel 1870 circa. Una stampa di Picasso, del 1963, si riferisce alle caratteristiche apertamente guardonistiche della Betsabea.
Nel ventunesimo secolo, l'artista statunitense Patricia Watwood ha realizzato un quadro che riprende il capolavoro rembrantesco.